# Namada River
Namada River är ett vattendrag i Fiji.   Det ligger i divisionen Västra divisionen, i den centrala delen av landet, 80 km väster om huvudstaden Suva. Namada River ligger på ön Viti Levu.